# Numerischer Wertebereich (Hilbertraum)
Der numerische Wertebereich ist ein Begriff aus der Funktionalanalysis und der linearen Algebra.

## Definition
Für einen komplexen Hilbertraum {\displaystyle H} mit Skalarprodukt {\displaystyle \langle {\cdot },{\cdot }\rangle } und einen beschränkten linearen Operator {\displaystyle T\colon H\to H} ist der numerische Wertebereich von {\displaystyle T} gegeben durch
{\displaystyle W(T):=\left\{\langle Tx,x\rangle :\lVert x\rVert =1\right\},}
wobei {\displaystyle \lVert {\cdot }\rVert } die durch {\displaystyle \langle {\cdot },{\cdot }\rangle } auf {\displaystyle H} induzierte Norm ist.
Analog zum Spektralradius definiert man den numerischen Radius durch {\displaystyle w(T):=\sup\{|\lambda |:\lambda \in W(T)\}}.
Im Spezialfall komplexwertiger, quadratischer Matrizen {\displaystyle A\in \mathbb {C} ^{n\times n}} ist die Definition des numerischen Wertebereichs gleichwertig zu
{\displaystyle W(A)=\left\{{\frac {x^{*}Ax}{x^{*}x}}:x\in \mathbb {C} ^{n}\setminus \{0\}\right\}.}
{\displaystyle W(A)} ist hier also der Bildbereich des Rayleigh-Quotienten.

## Eigenschaften
Die folgenden Eigenschaften gelten für beschränkte lineare Operatoren {\displaystyle T\colon H\to H}.
- {\displaystyle W(T)\subseteq \{\lambda \in \mathbb {C} :|\lambda |\leq \lVert T\rVert \}} bzw. äquivalent dazu {\displaystyle w(T)\leq \lVert T\rVert }. Hierbei bezeichnet {\displaystyle \lVert T\rVert } die Operatornorm von {\displaystyle T}.
- Der numerische Wertebereich von {\displaystyle T} ist konvex. (Satz von Toeplitz-Hausdorff)
- Das Spektrum {\displaystyle \sigma (T)} liegt im Abschluss von {\displaystyle W(T)}: {\displaystyle \sigma (T)\subseteq {\overline {W(T)}}}. Ist {\displaystyle H} endlich-dimensional, gilt sogar {\displaystyle \sigma (T)\subseteq W(T)}.
- Jedes {\displaystyle \lambda \in W(T)}, für das {\displaystyle |\lambda |=\lVert T\rVert } gilt, ist ein Eigenwert von {\displaystyle T}.

## Anwendungen
Der rechte reelle Achsenabschnitt des numerischen Wertebereichs ist die logarithmische Norm, bei einer Matrix {\displaystyle A} ist dies
{\displaystyle \mu (A)=\max \left\{x^{*}Ax:\ x^{*}x=1\right\}.}
Mit ihr kann eine Schranke für die Spektralnorm des Matrixexponentials angegeben werden, es gilt
{\displaystyle \|e^{tA}\|_{2}\leq e^{t\mu (A)},\ t\geq 0.}
Denn {\displaystyle y(t)=e^{tA}y_{0}} löst das Anfangswertproblem {\displaystyle y'(t)=Ay(t),\,y(0)=y_{0}}.
Dann gilt für die Euklidnorm {\displaystyle N(t)=\|y(t)\|^{2}}, dass ihre Ableitung die Ungleichung {\displaystyle N'(t)=2y(t)^{*}y'(t)=2y(t)^{*}Ay(t)\leq 2\mu (A)y(t)^{*}y(t)=\mu (A)N(t)} erfüllt, woraus {\displaystyle N(t)\leq e^{2t\mu (A)}N(0)} folgt. Dies entspricht der Schranke für das Matrixexponential.